# Система Гау

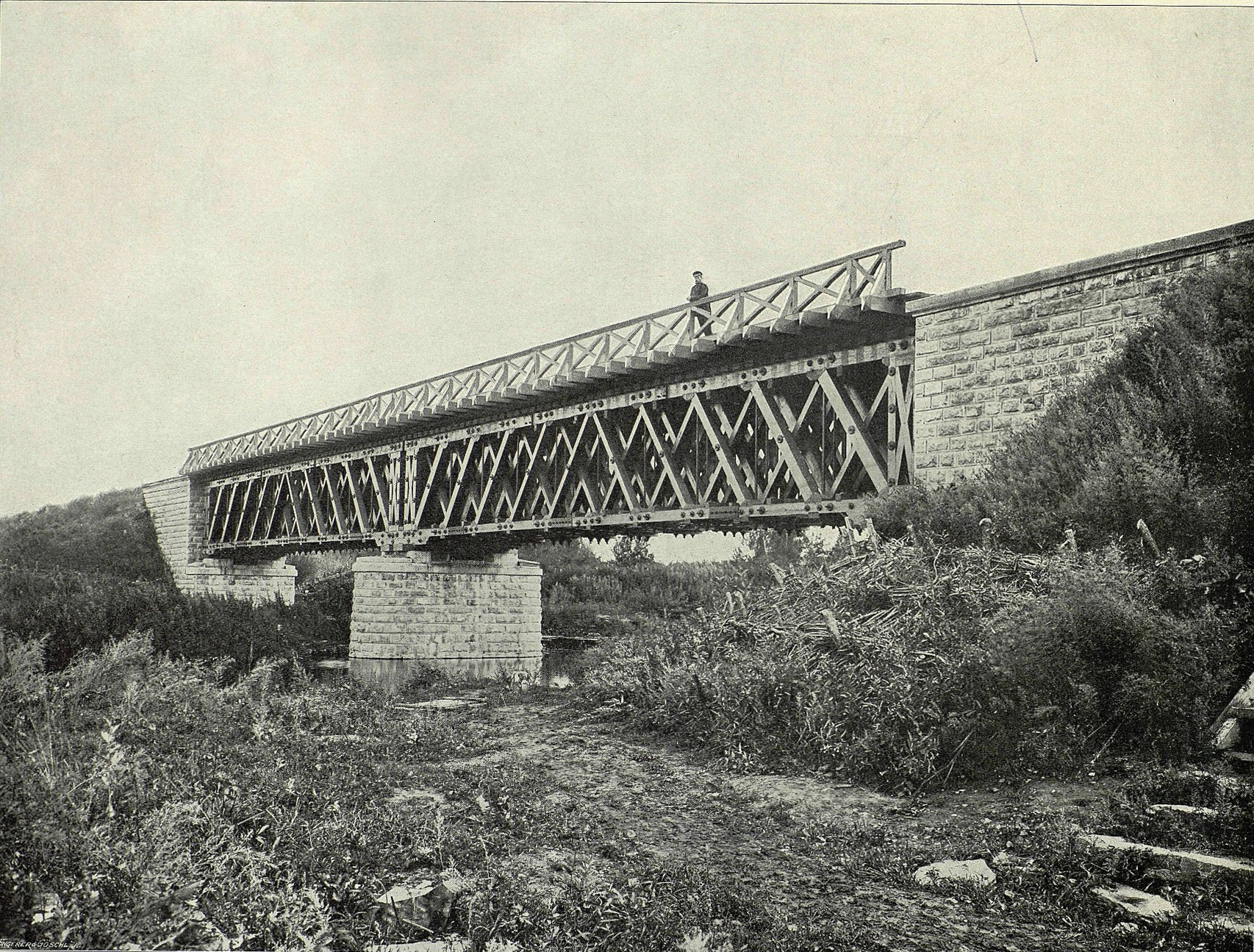
Мост системы Гау через Лебяжью реку на Транссибе, 1899.

Система Гау — оригинальное мостостроительное решение, разработанное американским инженером и изобретателем Уильямом Гау, и предложенное американским инженером Дж. Уистлером для строительства деревянных мостов при строительстве Николаевской железной дороги в 1840—1850-х годах.

## Проект
Проект был привезён в Россию Дж. Уистлером в чертежах.
Суть проекта заключалась в том, что мостовой пролёт являлся деревянной фермой с раскосами, стянутой поперечными железными стержнями (использование двух материалов в несущих конструкциях было новшеством).
Металлические элементы сделали мост значительно прочнее без существенного увеличения веса сооружения.
Система Гау была теоретически перепроверена и усовершенствована русским инженером Дмитрием Журавским.
Журавский доказал, что чем ближе к опорам, тем больше нагрузка на вертикальные тяжи и раскосы, и предложил делать элементы фермы разной толщины в зависимости от их расположения.
Эти предложения были поддержаны Уистлером и использованы во всех мостах на дороге, а так как она строилась по прямому варианту, это потребовало возведения 278 искусственных сооружений, в том числе 184 моста, 69 каменных и чугунных труб и 19 путепроводов.
Наиболее крупные железнодорожные мосты спроектированы и построены под непосредственным руководством Журавского.
Особо сложным было строительство Веребьинского моста, имевшего 9 пролетов по 54 м.